# Maieru, Bistrița-Năsăud
Maieru este satul de reședință al comunei cu același nume din județul Bistrița-Năsăud, Transilvania, România.

## Istoric
Comuna este atestată documentar din anul 1440 (o copie a documentului se află în muzeul local "Cuibul visurilor").

## Generalități
Localitatea înfrățită se numește Nort-sur-Erdre (Franța), din apropierea marelui oraș Nantes, pe coasta Atlanticului. 
De remarcat aici este prezența ansamblului folcloric "Cununa Maierului", câștigătoare a numeroase trofee, atât la nivel national, cât și international (Gannat in Franța, Zakopane in Polonia etc.).

## Obiective turistice
- Statuia Lupa Capitolina

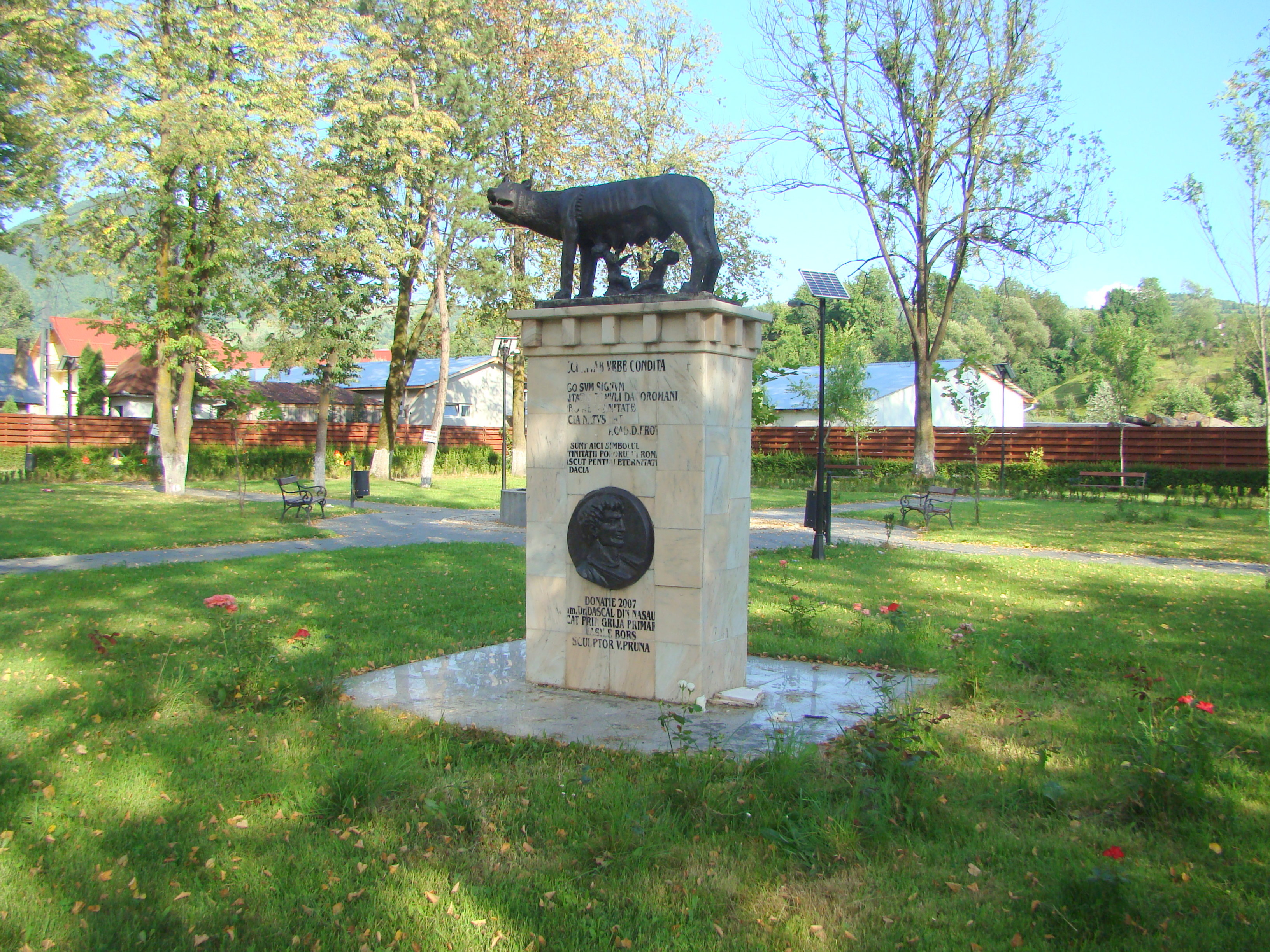
Statuia Lupa Capitolina din Maieru

- Biserica "Cuvioasa Paraschiva" (monument istoric, 1817-1818)
- Biserica mare cu hramul "Sfântul Arhidiacon Ștefan" (1872)
- Muzeul "Cuibul visurilor" dedicat scriitorului năsăudean Liviu Rebreanu

## Personalități

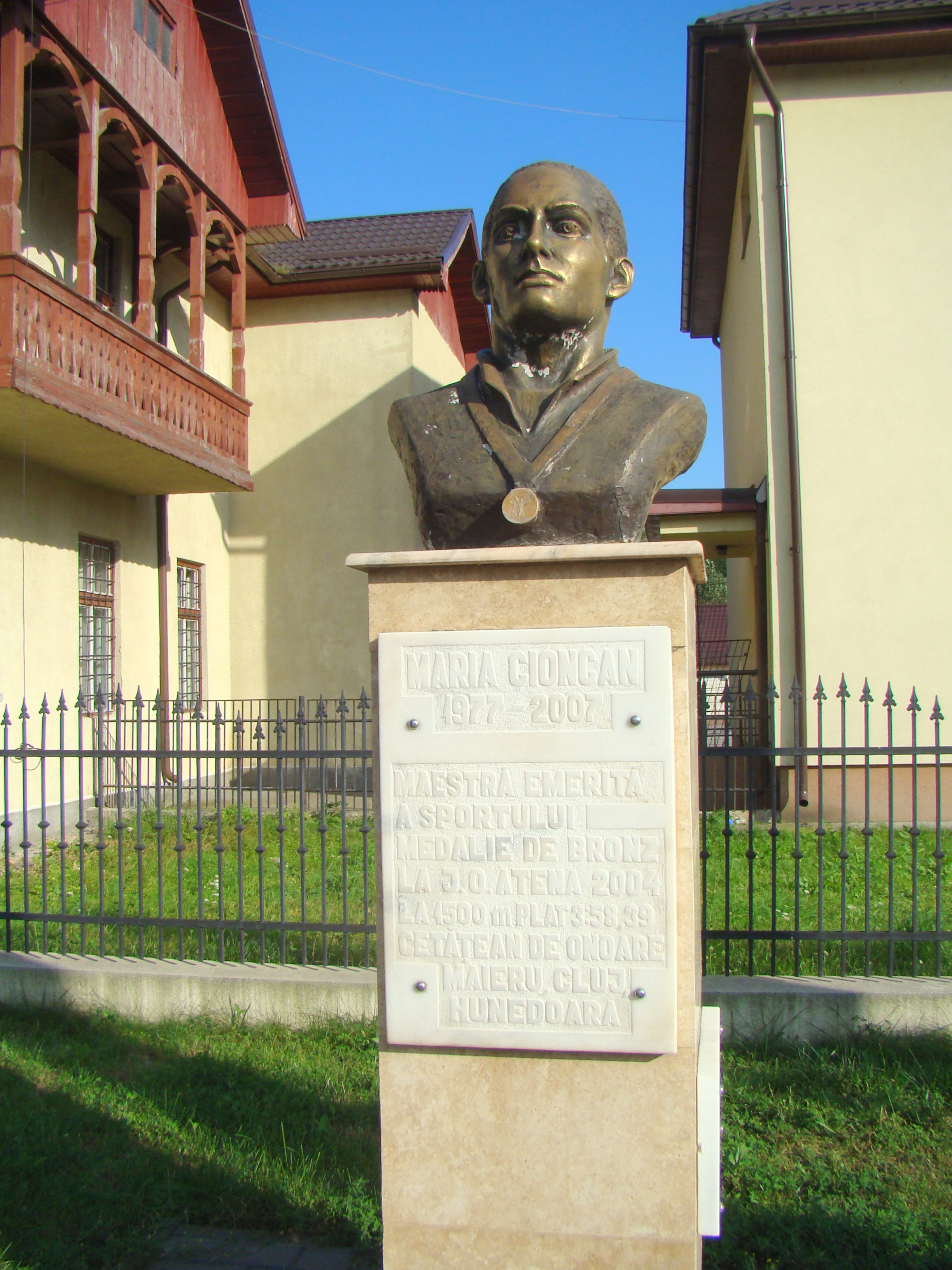
Bustul atletei Maria Cioncan

- În Maieru a copilărit marele romancier Liviu Rebreanu, care mărturisea: În Maieru am trăit cele mai frumoase și mai fericite zile ale vieții mele. In localitate se află muzeul "Cuibul visurilor"[3] dedicat lui Liviu Rebreanu, ce pune la dispoziția vizitatorului o serie de manuscrise ale romancierului, câteva din lucrurile sale personale precum și elemente specifice populației din această comună.
- Octavian Utalea, primar al Clujului (între anii 1923-1926), membru fondator al Astra.
- Maria Cioncan, atletă.
- Emil Boșca-Mălin (1913-1976), jurist, ziarist, lingvist. Opozant deschis al comunismului, atitudine pentru care a plătit cu ani grei de ĩnchisoare.
- Sever Ursa (născut 1932) profesor, jurnalist, animator cultural. Directorul Muzeului Cuibul Visurilor.
- Pantelimon Avram (1951-2019), inginer și fost director general Romgaz.

## Imagini

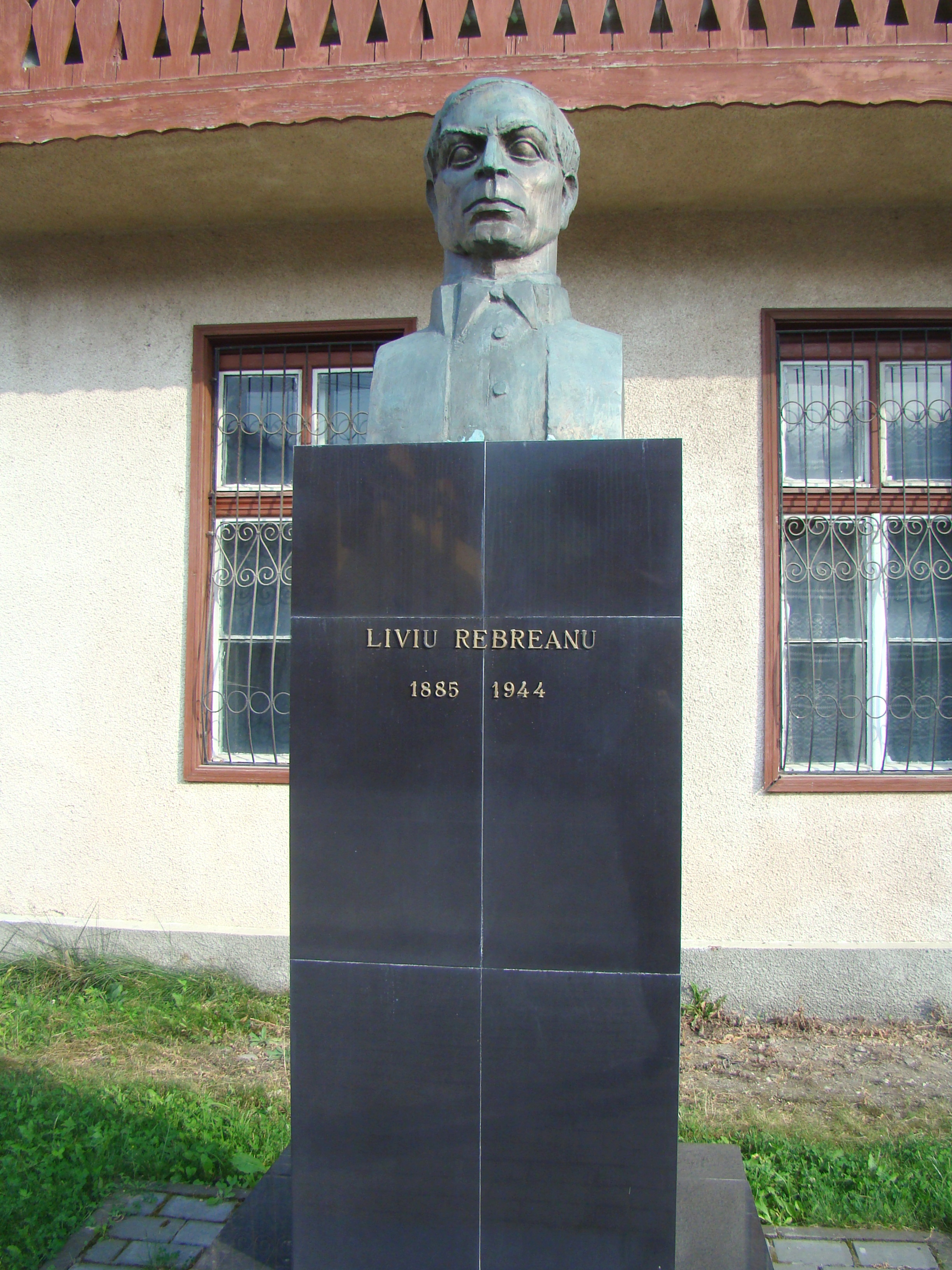
Bustul lui Liviu Rebreanu
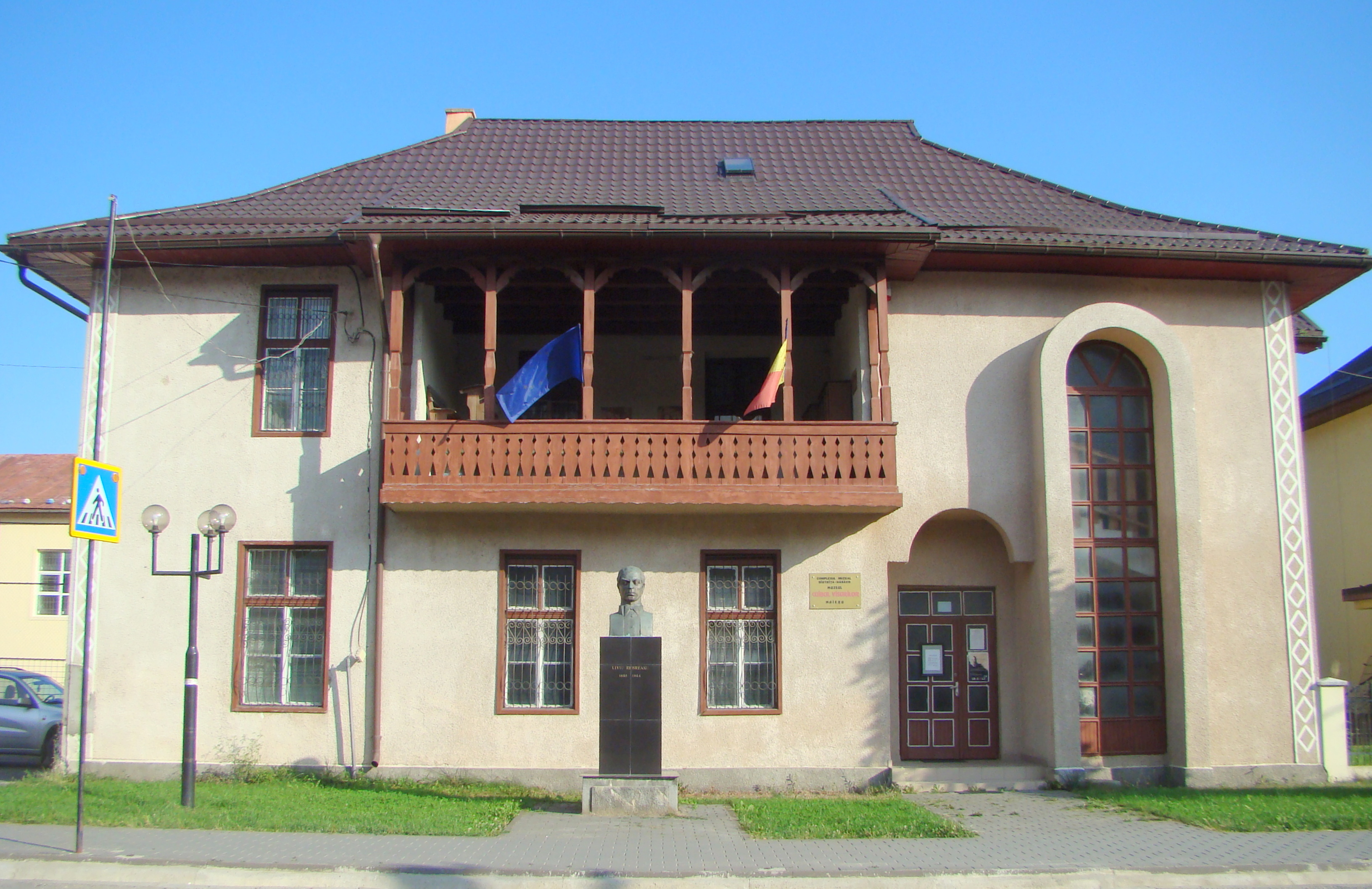
Muzeul „Cuibul Visurilor”
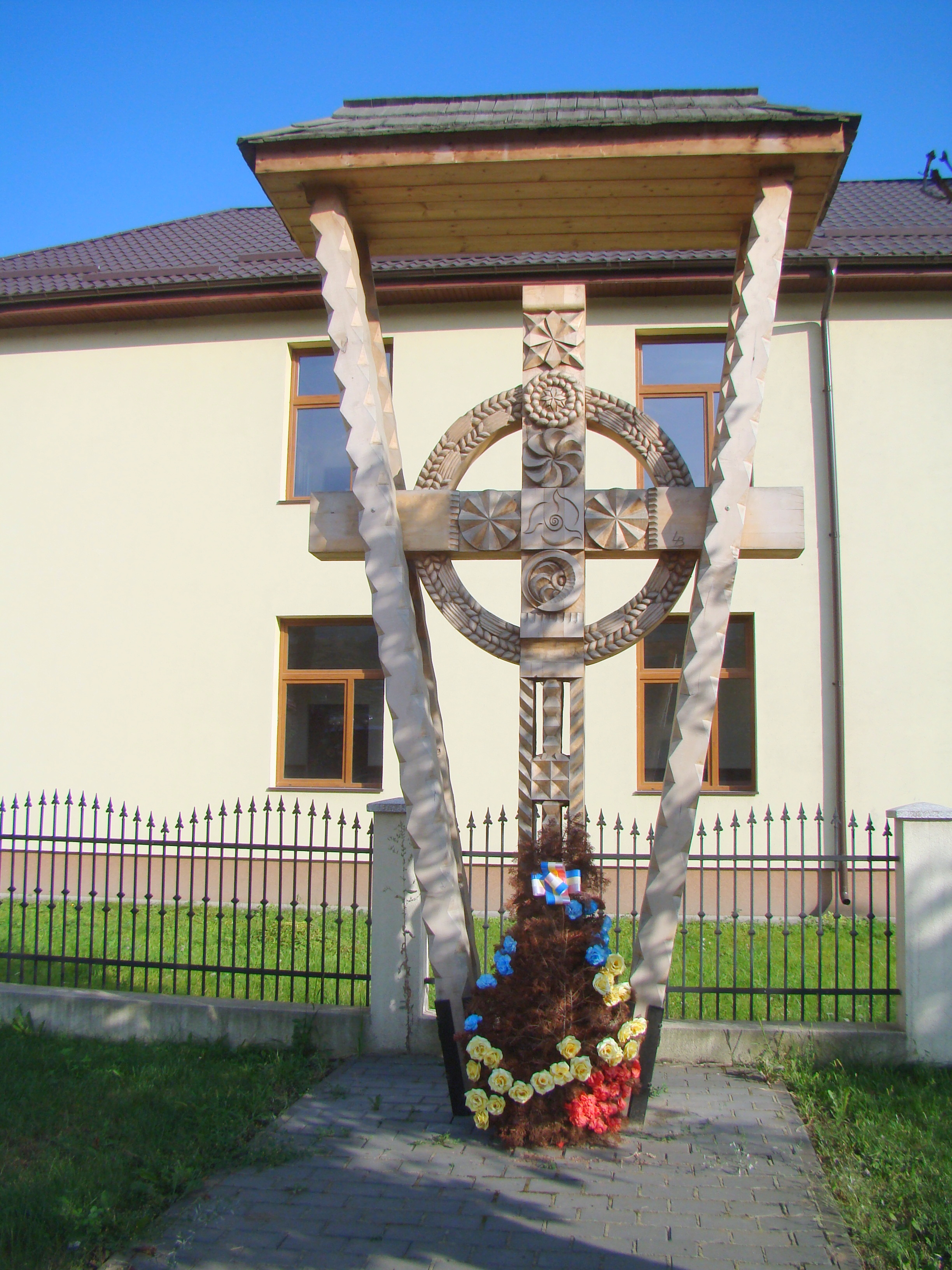
Troița eroilor
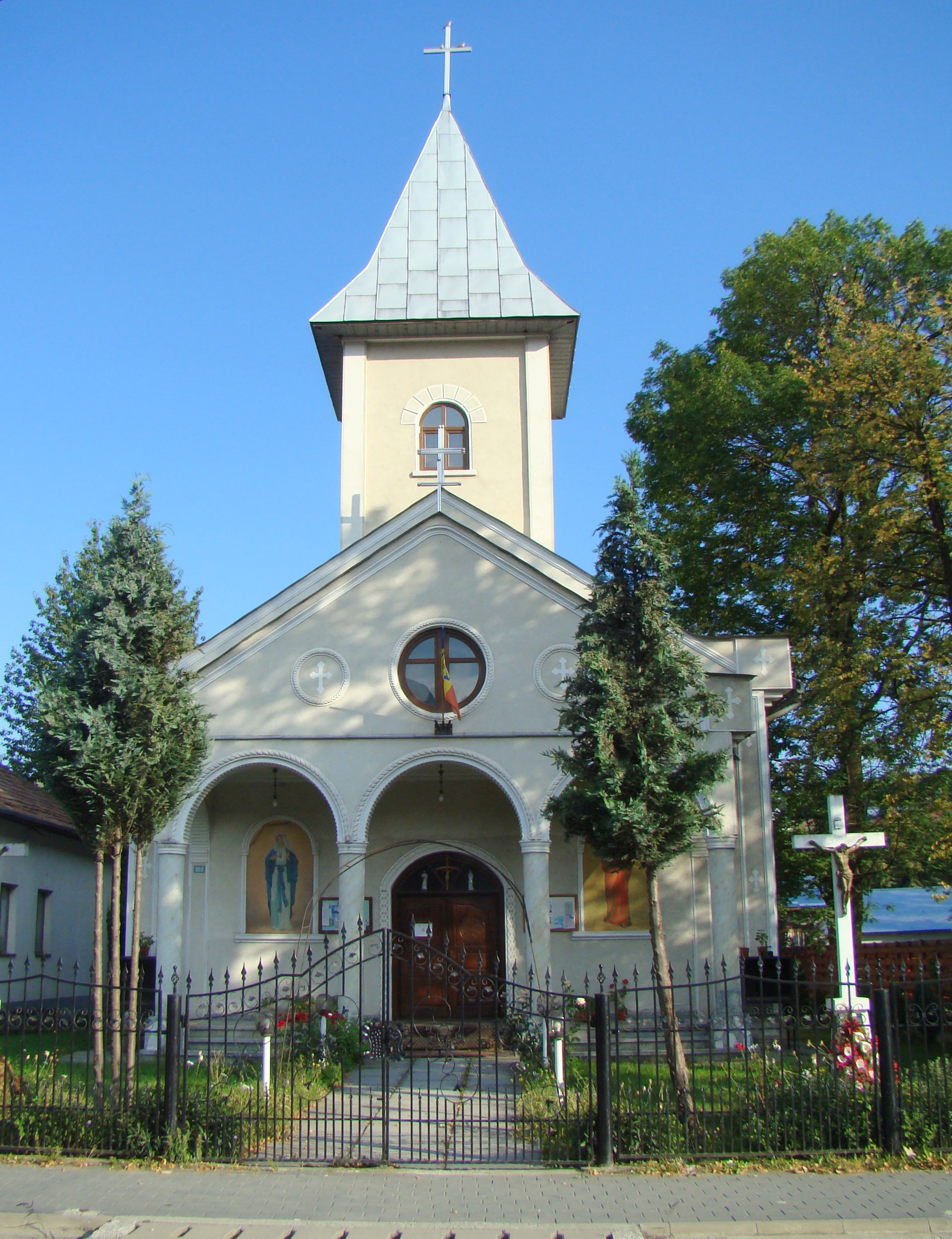
Actuala biserică greco-catolică cu hramul "Sfântul Anton de Padova"
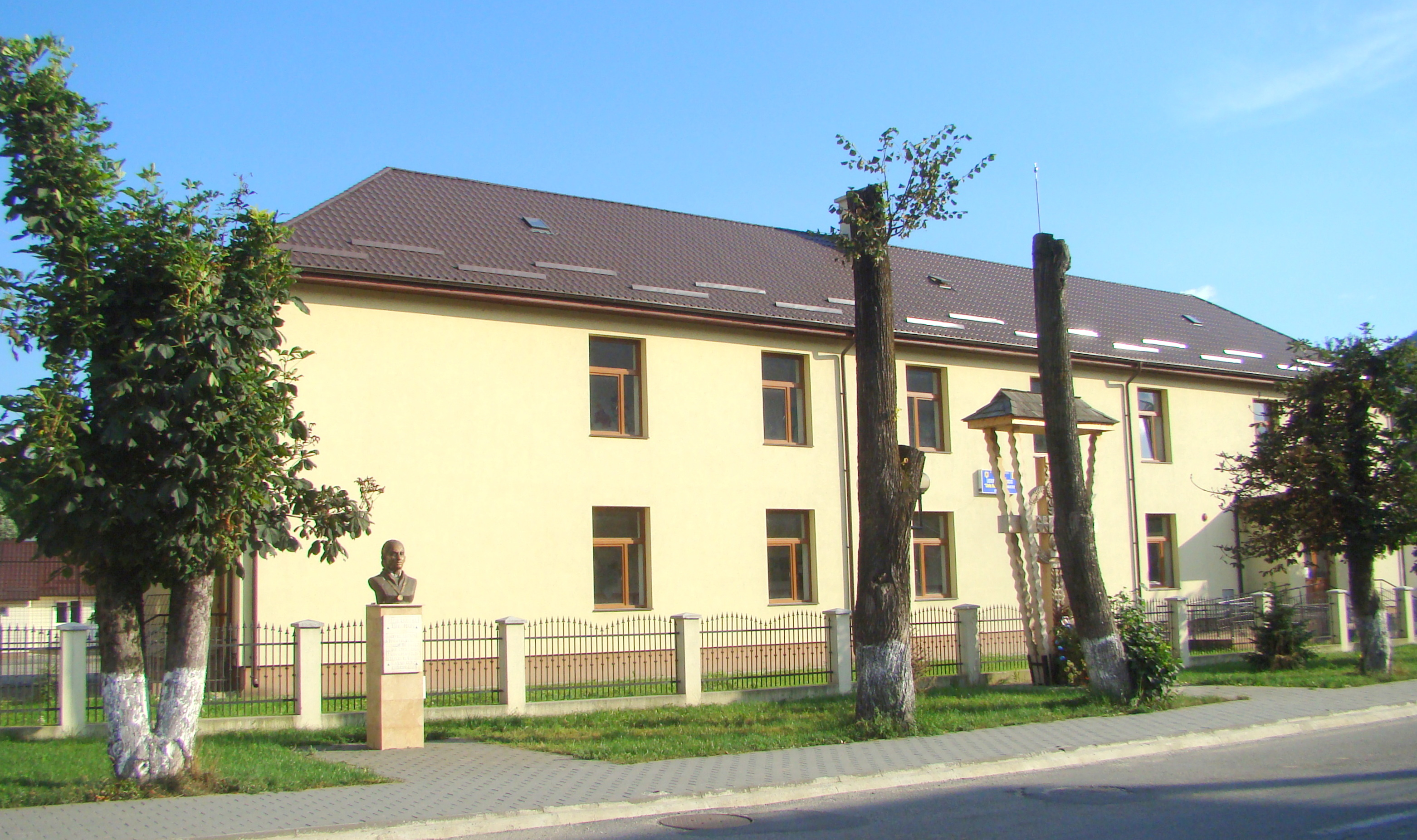
Liceul tehnologic din Maieru
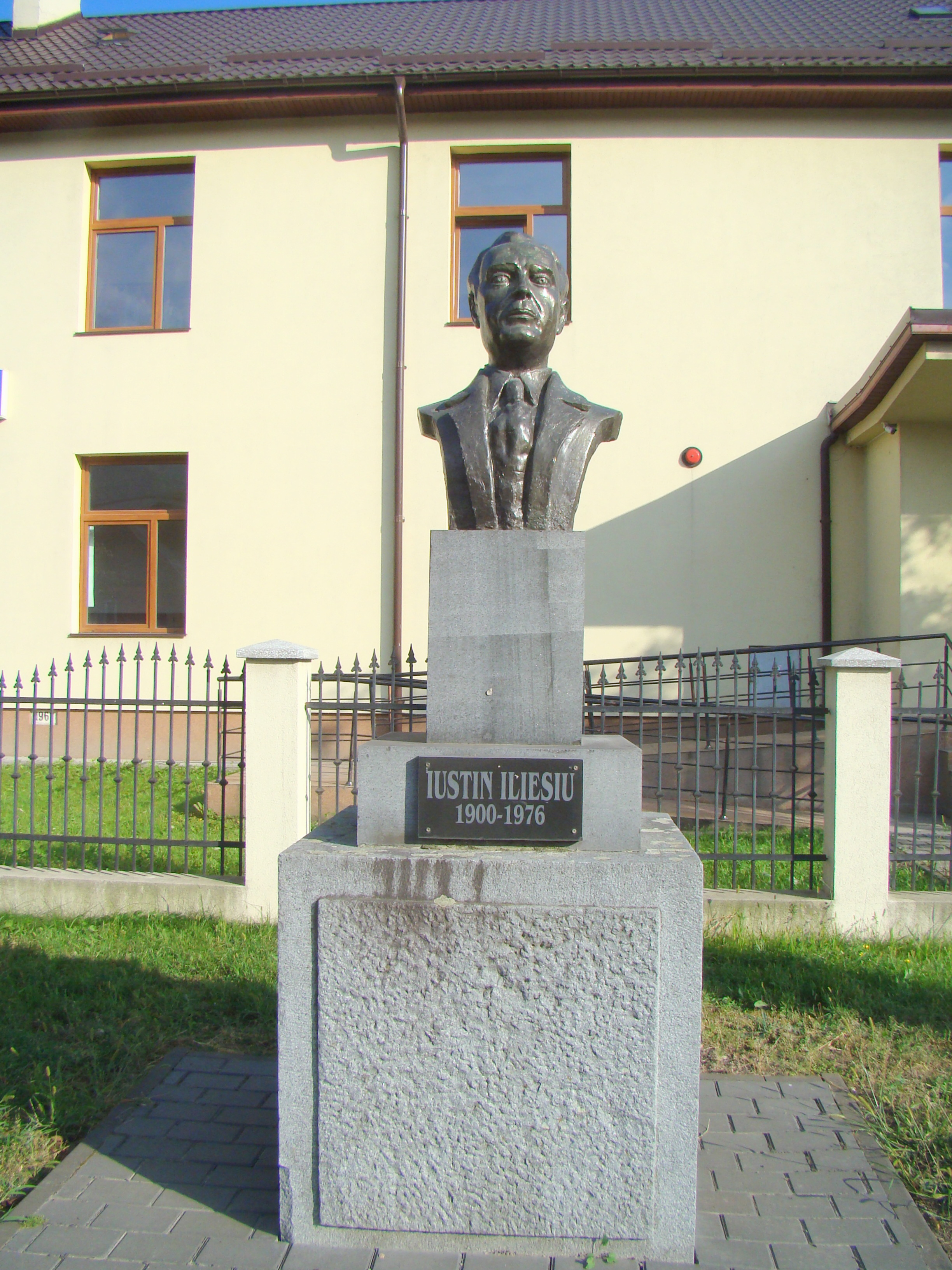
Bustul lui Iustin Ilieșiu
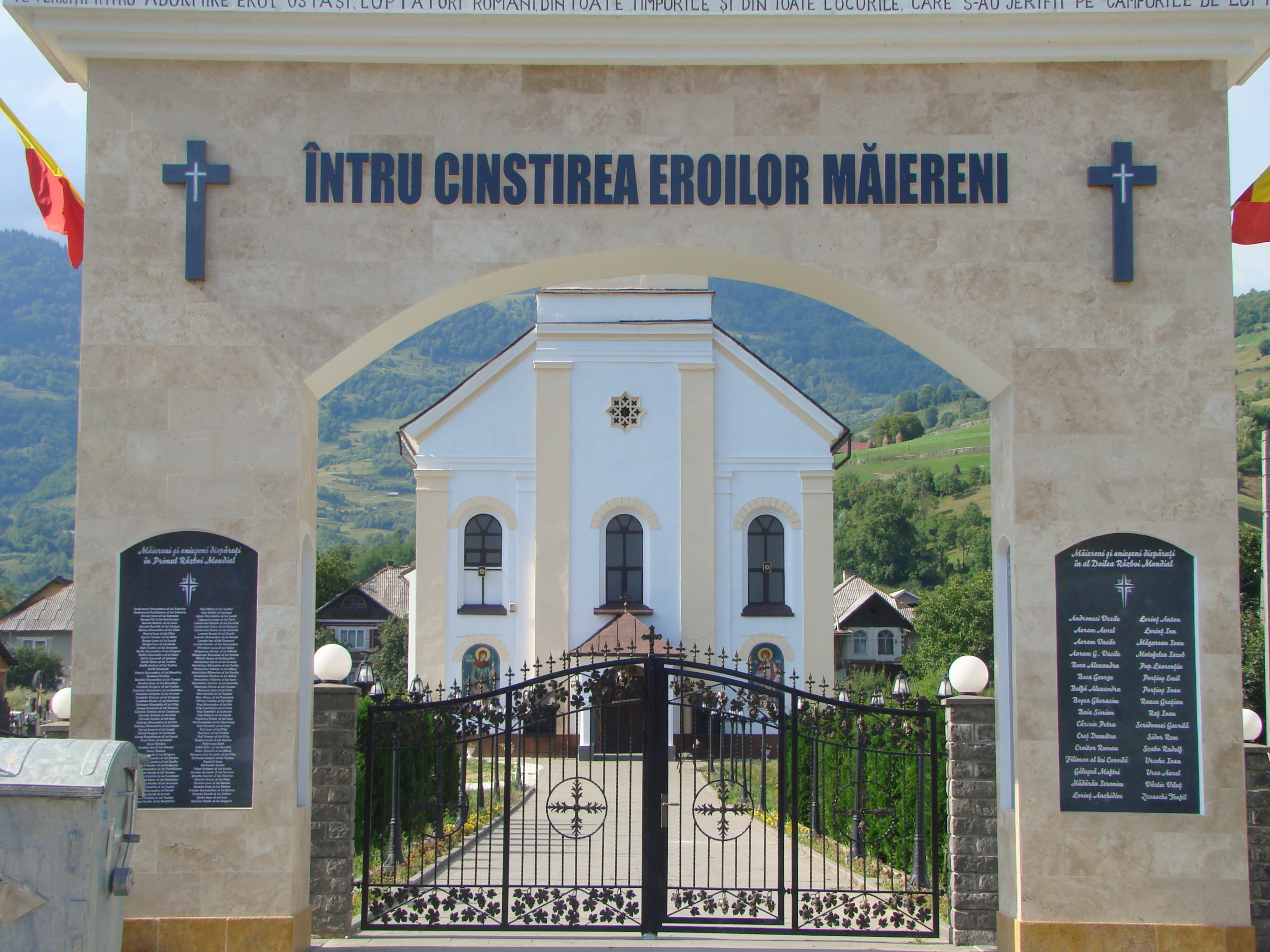
Monumentul eroilor măiereni
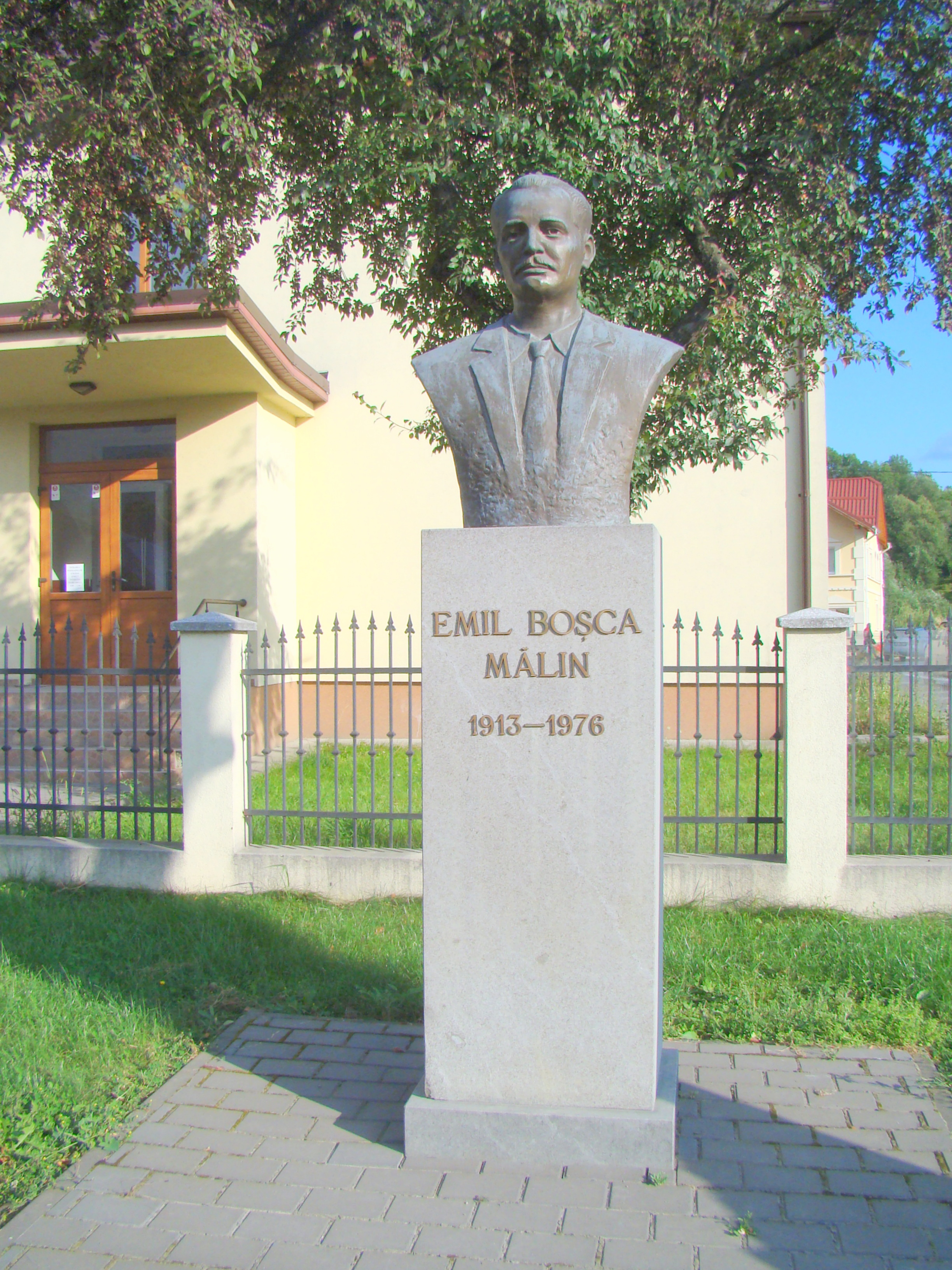
Bustul lui Emil Boșca-Mălin
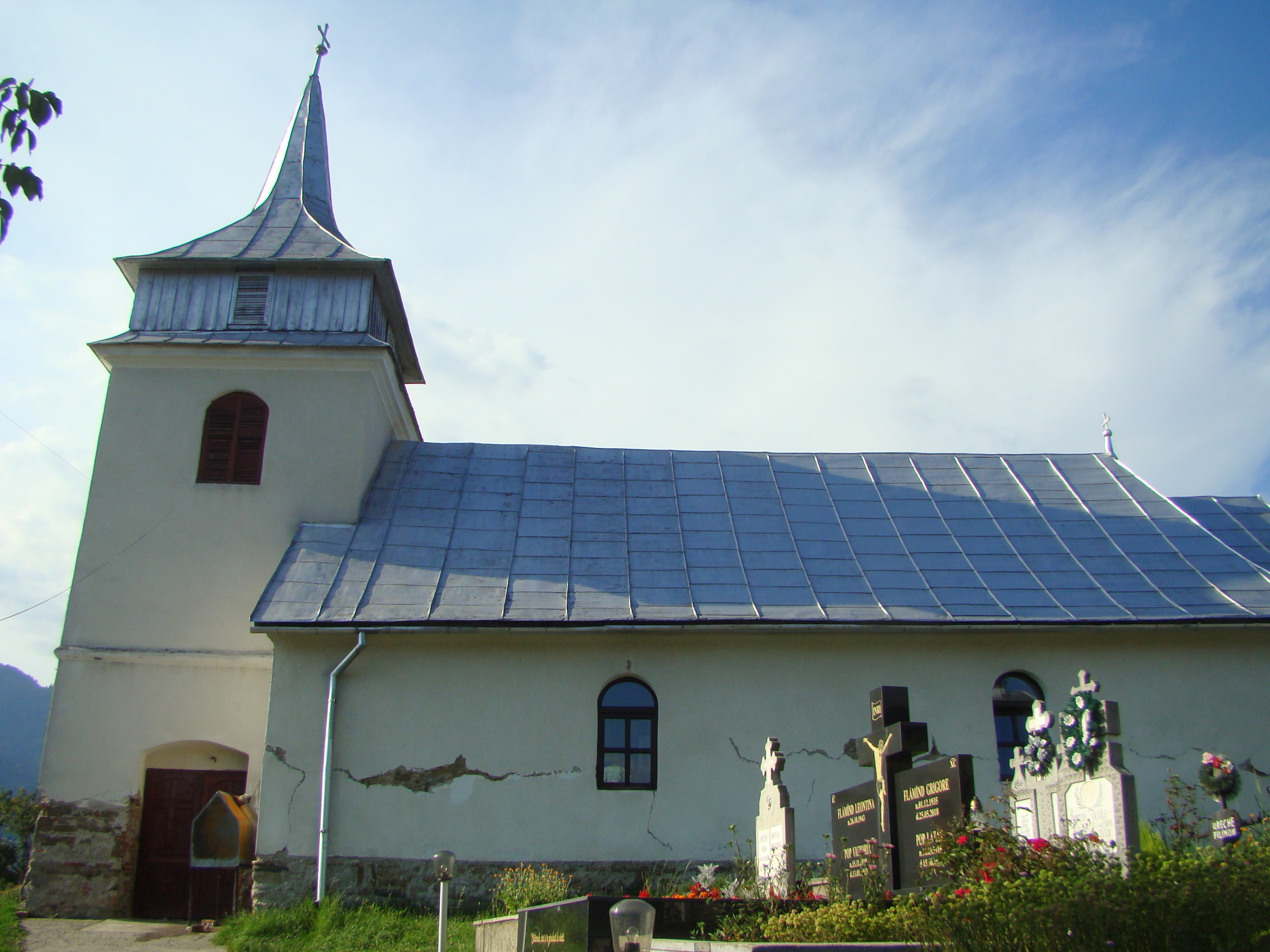
Biserica „Cuvioasa Paraschiva” (monument istoric)
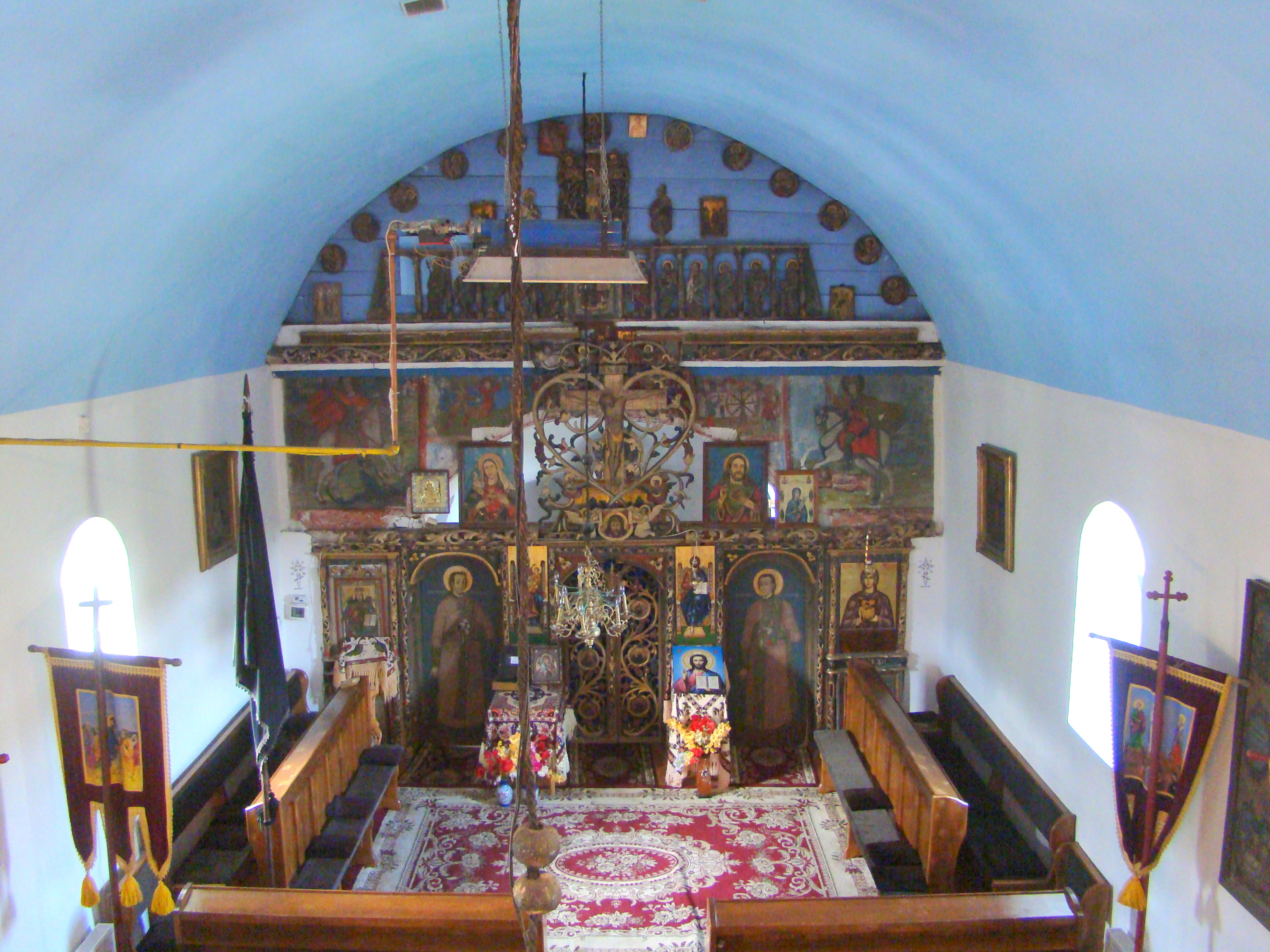
Biserica „Cuvioasa Paraschiva” (1817)
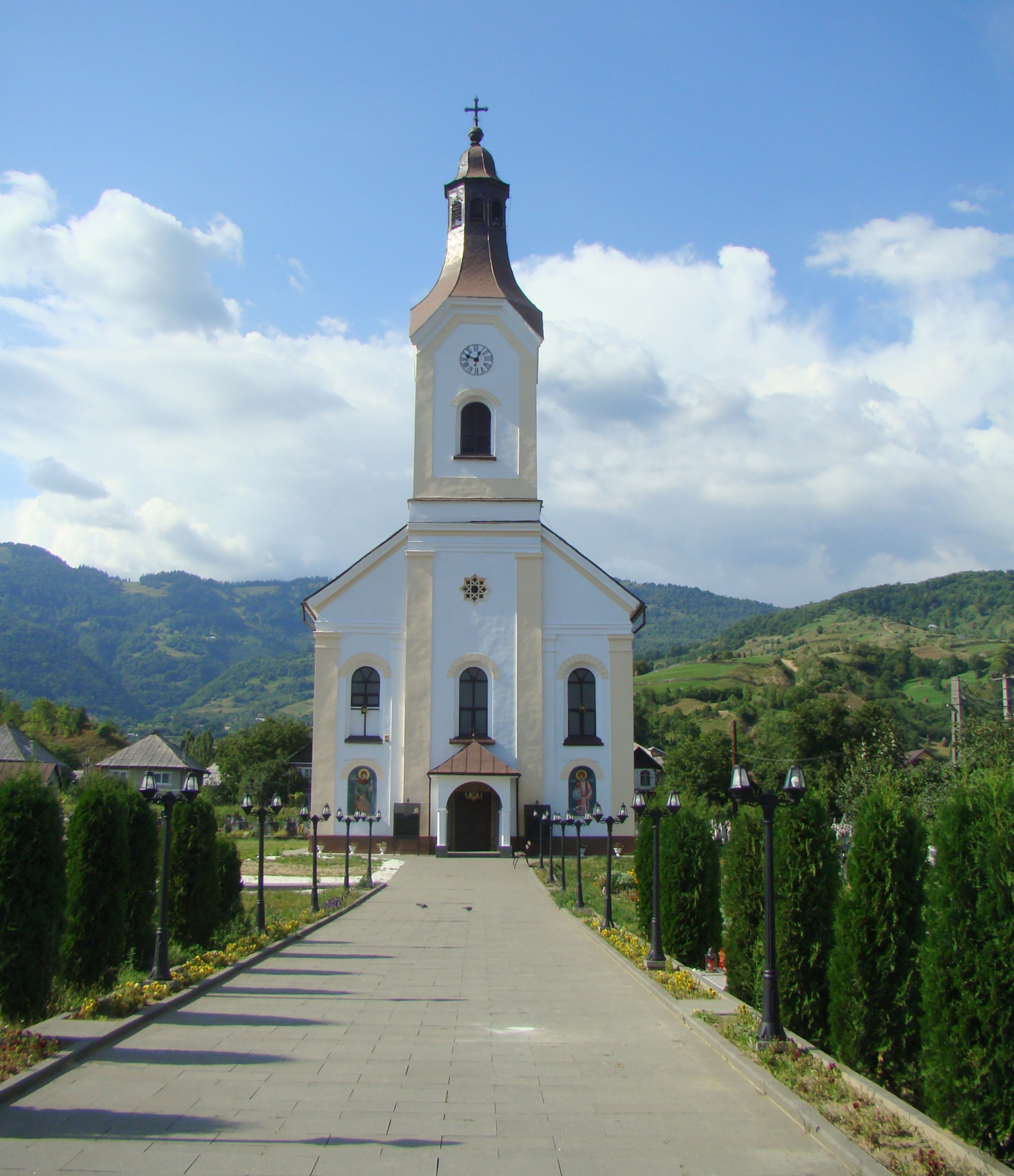
Biserica Sfântul Arhidiacon Ștefan
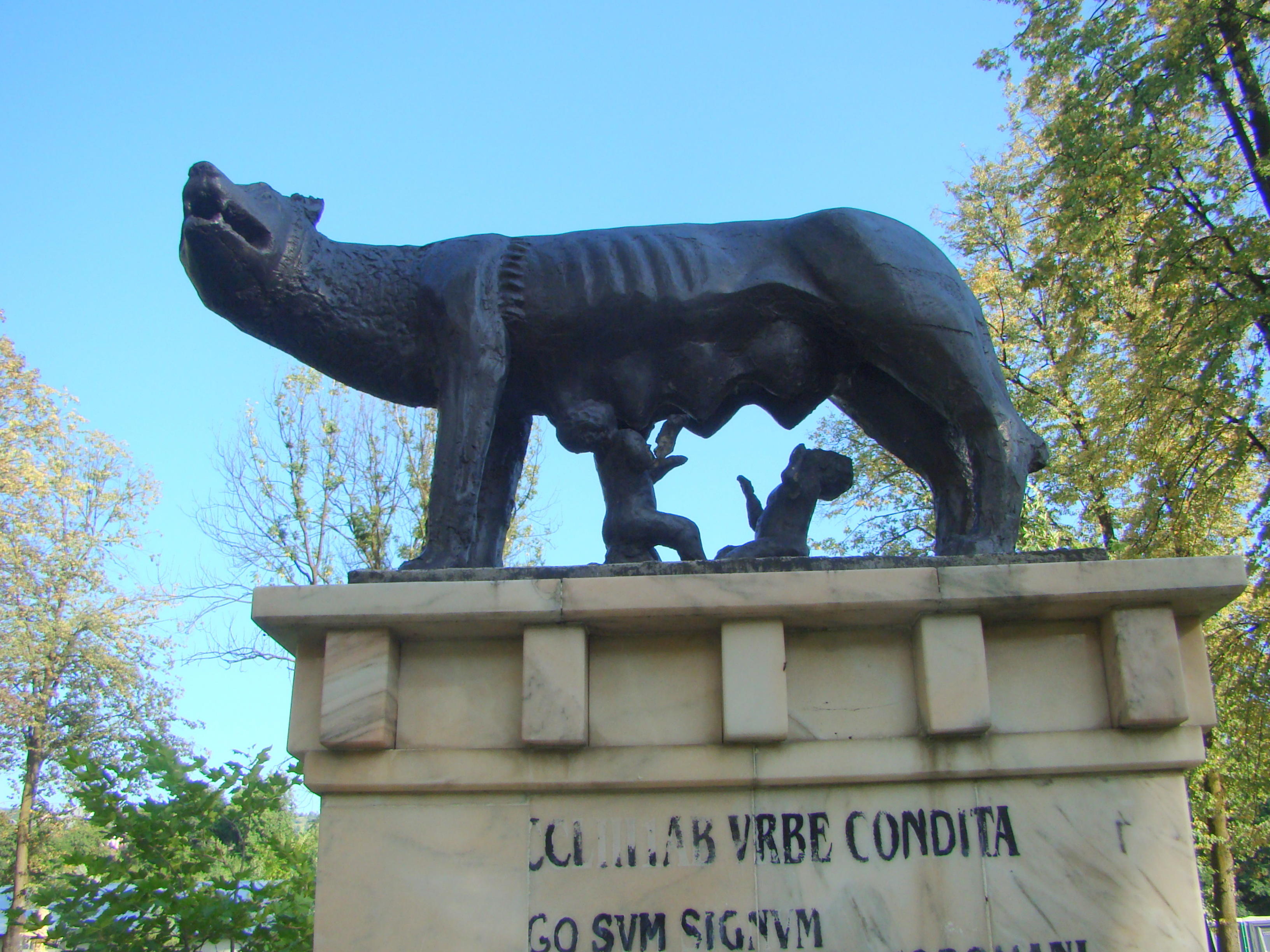
Statuia Lupoaicei din Maieru